# Teucholabis (Teucholabis) dimelanocycla
Teucholabis (Teucholabis) dimelanocycla is een tweevleugelige uit de familie steltmuggen (Limoniidae). De soort komt voor in het Australaziatisch gebied.